# 레프 야신
레프 이바노비치 야신(러시아어: Лев Ива́нович Я́шин, 영어: Lev Ivanovich Yashin, 1929년 10월 22일 ~ 1990년 3월 20일)은 소련의 축구인이다. 현역 시절 포지션은 골키퍼였으며 스포츠 역사상 최고의 골키퍼로 손꼽히고 있다.

## 어린 시절
1929년 10월 22일 모스크바의 노동자 집안에서 태어나 1941년 가족들과 함께 울리야놉스크로 이동하여 어린 나이에 총알을 만드는 군수 공장에서 근무하며 생계를 이어나가고 있다가 축구공을 처음으로 접하게 되었다.

## 선수 시절

### 구단
1949년 고향팀인 FC 디나모 모스크바에 입단하며 프로에 입문한 후 22년동안 줄곧 한팀에서만 무려 326경기 출장이라는 대기록을 작성하면서 팀의 리그 5회 우승 및 6회 준우승, 리그컵 3회 우승 및 1회 준우승에 크게 기여했다. 또한 1963년 한 해의 유럽 최고 축구 선수에게 주어지는 발롱도르를 수상하는 기염을 토했는데, 이는 골키퍼로는 세계 최초이자 현재까지도 그 어떤 세계적인 골키퍼도 받아본 적이 없는 유일무이한 발롱도르 수상 기록이다. 그리고 1971년 유럽 올스타팀과의 친선 경기를 끝으로 화려했던 22년간의 선수 생활을 마감했다. 여담으로 1963년에는 리그에서 49경기 6실점(27경기 6실점, 22경기 무실점)이라는 경이로운 기록을 세웠고 팀의 주전이 되기 전인 1953년에는 아이스하키팀의 골리로 활약하며 팀의 우승을 이끌기도 했으며 통산 326경기 중 무려 270경기에서 단 1골도 내주지 않는 완벽한 선방쇼를 선보이기도 했다.

### 국가대표팀
1954년 처음으로 A대표팀에 발탁된 후 1971년까지 국제 A매치 74경기를 소화하면서 1956년 하계 올림픽 금메달, UEFA 유로 1960 우승, UEFA 유로 1964 준우승, 1962년 FIFA 월드컵 8강, 1966년 FIFA 월드컵 4위에 혁혁한 공을 세웠다. 특히 역대 월드컵 12번의 경기에서 4번의 클린시트를 기록하면서 팀이 역대 월드컵 최고 성적(1966년 4위)을 세우는데 결정적인 역할을 수행했다. 그리고 1970년 FIFA 월드컵 출전 명단에도 이름을 올렸으나 주전에서 밀리면서 단 1경기도 출전하지 못했으며 이듬해인 1971년 현역 은퇴를 선언했고 1990년 3월 20일 고향인 모스크바에서 위암으로 60년 5개월간의 생애를 마감했다. 이후 FIFA에서는 야신의 업적을 기리기 위해 1994년 FIFA 월드컵부터 월드컵 본선 최고의 골키퍼에게 FIFA 골든글러브상(구 야신상)을 수여하고 있다.

## 기록
- 812 - 전체 출장 경기 수.
- 326 - 디나모 모스크바 팀에서 주전 선수로 출장한 횟수
- 74 - 출장한 A매치 경기 수. (70 득점 허용, 평균 실점율 0.89)
- 12 - 월드컵 본선 경기 출장 수 (4경기 무실점)
- 2 - FIFA 세계 올스타 출장
- 480 - 전체 무실점 경기 수. (어떤 자료는 407 경기)
- 160 - 전체 페널티킥를 막아낸 수.
- 50 - 1000번이 넘는 공격수와의 1:1상황중 골을 먹힌 횟수

## 수상

### 국내 대회
- 금 1 - 소련 아이스하키 선수권대회
- 금 5, 은 5, 동 1 - 소련 축구 선수권대회
- 3회 우승 - 축구 소련컵

### 국제 대회
- 금 1 - 올림픽 축구 (1956년 하계 올림픽)
- UEFA 유로 1960 우승
- UEFA 유로 1964 준우승
- 1966년 FIFA 월드컵 4위

### 개인
- 1963년 발롱도르 (유럽 축구 연맹 선정 올해의 축구 선수) 수상
- 소련 최우수 골키퍼 (1960, 1963, 1966)
- 레닌 훈장 (1967년)
- FIFA 공로상
- FIFA XI : 1963, 1968
- UEFA 유로 대회 베스트 : 1960, 1964

#### 선정
- 플라카르 역대 베스트
- Planète Foot 역대 베스트
- Venerdi 역대 베스트
- 월드 사커 역대 베스트
- 부트발 역대 베스트
- FIFA 세기의 골키퍼
- FIFA 월드컵 드림팀
- 발롱도르 드림팀
- UEFA 주빌리 어워드
- 세계 축구 명예의 전당

#### 발롱도르
- 1956 - 5
- 1957 - 11
- 1958 - 14
- 1959 - 11
- 1960 - 5
- 1961 - 4
- 1963 - 1
- 1964 - 8
- 1965 - 15
- 1966 - 7

## 같이 보기
- 레프 야신 클럽